# Florian Simbeck

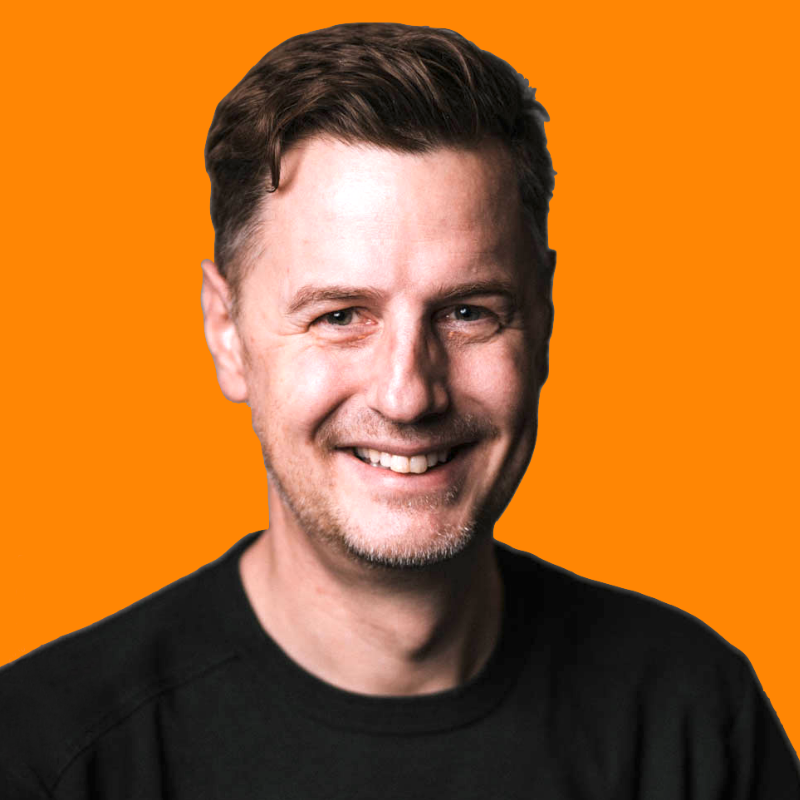
Florian Simbeck (2019)

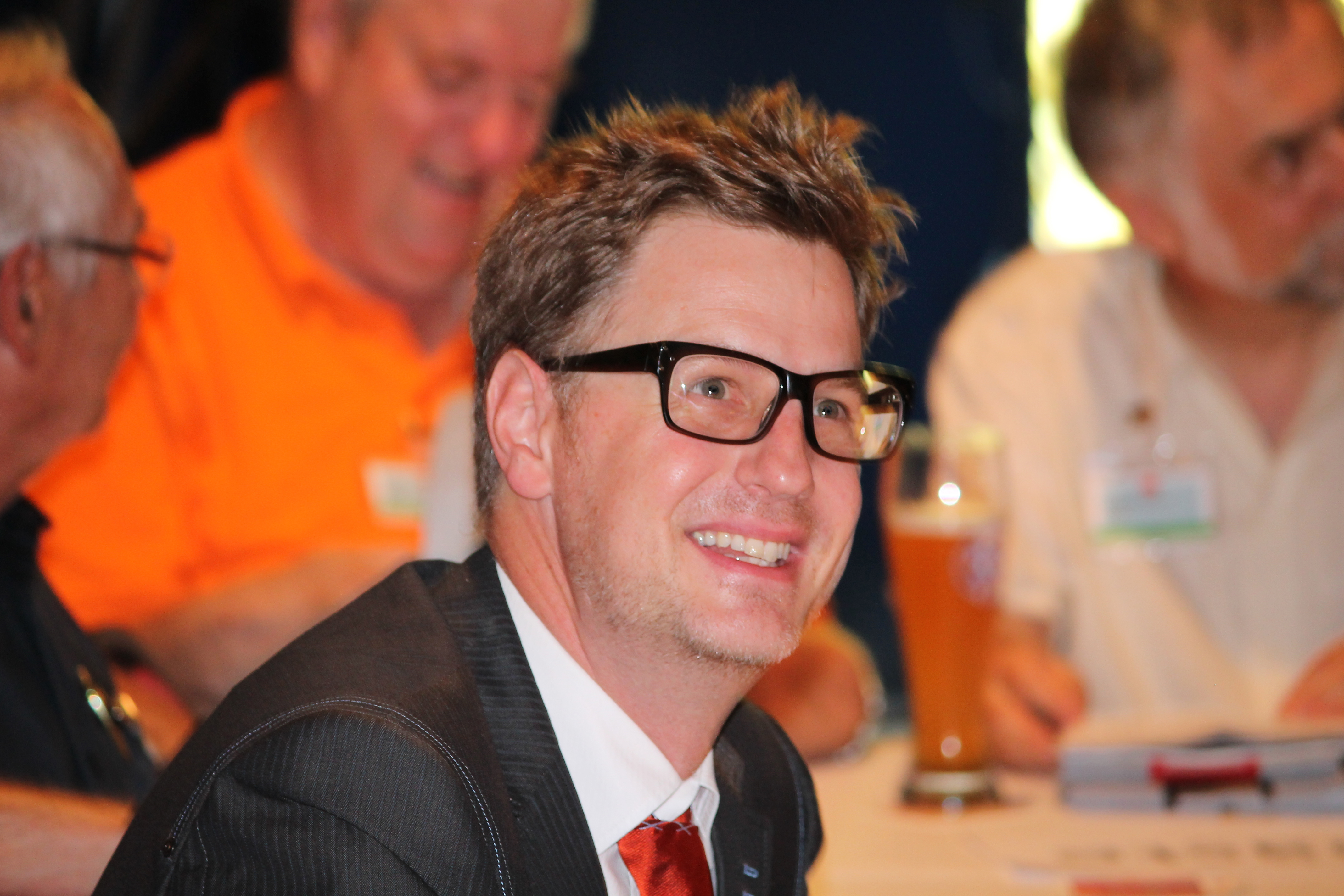
Simbeck beim kleinen Parteitag der SPD 2013

Florian Klaus Simbeck (* 27. Juni 1971 in München) ist ein deutscher Schauspieler und Comedian. Bekannt wurde er durch die von ihm verkörperte Figur Stefan Lust als Partner von John Friedmann in dem Comedyduo Erkan und Stefan.

## Biografie

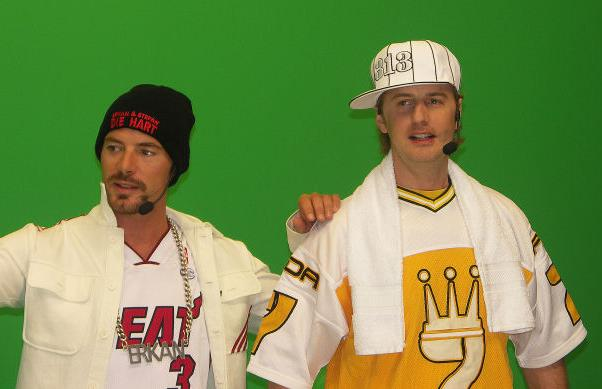
Simbeck (rechts) als Teil des Duos „Erkan und Stefan“ (2006)

Simbeck nahm nach dem Abitur am Reuchlin-Gymnasium in Ingolstadt ein Jurastudium in Regensburg und München auf, das er im Jahr 1999 mit dem ersten Staatsexamen abschloss. Mitte der 1990er Jahre waren er und John Friedmann bei einem Münchner Radiosender in der Comedyshow Klub Ma:d als Erkan und Stefan zu hören. Im Jahr 1999 waren beide unter der Regie von Michael Herbig in ihrem ersten Kinofilm Erkan & Stefan zu sehen. Darauf folgten zwei weitere Filme: Erkan & Stefan gegen die Mächte der Finsternis im Jahr 2002 sowie Erkan & Stefan in Der Tod kommt krass 2005.
Neben Erkan und Stefan wirkte Simbeck auch in anderen Produktionen mit. Im Jahr 2002 spielte er in der Serie Klinikum Berlin Mitte – Leben in Bereitschaft. Es folgten Rollen in Die Rosenheim-Cops und SOKO München. Neben den Erfolgen mit Erkan und Stefan produzierte er 2007 den Fernsehfilm Ich Chef, du nix von Yasemin Şamdereli, in dem er selbst eine Nebenrolle übernahm und in dem auch seine Frau auftrat. Unter der Regie von Tommy Krappweis spielte er 2005 zusammen mit John Friedmann Tiger & Bär im Märchen Rumpelstilzchen im Rahmen der ProSieben Märchenstunde. In den Jahren 2007 bis 2010 wirkte Simbeck in verschiedenen Fernsehserien mit, darunter in Die Rosenheim Cops, Sturm der Liebe, SOKO 5113, Ein Haus voller Töchter sowie in den Fernsehfilmen Die Posthalter Christl und Die Trödelqueen.
In den Jahren 2008 bis 2010 trat Simbeck unter anderem auch live als Hinterseer-Parodie „der Schöne Hansi“ im Musical „Die Alpenköniginnen“ auf. Auf dem 2009 erschienenen gleichnamigen Soundtrack ist er ebenfalls zu hören. Von 2010 bis 2012 war Simbeck mit seinem Programm LOL auf deutschen Comedybühnen vertreten und tourt seitdem mit weiteren Comedy-Programmen durch Deutschland.
Der Pay-TV-Sender AXN verpflichtete Simbeck 2010 als „AXN-Reporter“. Simbeck gewann 2012 mit seinen Reportagen für AXN den Mira-Award als bester Moderator des Jahres 2011.
In den Jahren 2011 und 2012 schrieb Simbeck eine regelmäßige Kolumne für das Männermagazin „Provocateur“.
Während der Fußball-Europameisterschaft 2012 moderierte er beim TV-Sender Comedy Central den C-Cup.
Außerdem war Florian Simbeck im Jahr 2012 zusammen mit Annett Fleischer auf ZDFneo zu sehen, wo er mit ihr die Sendung „Das Traumhaus-Duell“ moderierte.
Von 2012 bis 2015 spielte Simbeck für das Bayerische Fernsehen zusammen mit Constanze Lindner, Eva Mähl, Christian Springer und Uli Bauer in der Comedy-Serie Die Komiker. Simbeck war dort festes Mitglied des vierköpfigen Ensembles.
Florian Simbeck ist Gastgeber der Comedy Mixed Shows „Comedy Nacht des Grauens“ im oberbayerischen Burghausen sowie der „Comedy Lounge“ in Ingolstadt, München, Dachau, Aichach, Augsburg und Schongau.
Aktuell ist Florian Simbeck ebenfalls mit seinem Comedy-Programm auf Tournee.
Simbeck und John Friedmann betreiben den Kanal ErkanUndStefan auf dem Online-Live-Streaming-Portal Twitch. Mitte September 2022 verzeichnete ihr Kanal fast 50.000 Follower.

### Politik
Simbeck trat bei der Bundestagswahl 2013 als Kandidat der SPD im Wahlkreis Freising an, unterlag jedoch seinem Kontrahenten Erich Irlstorfer von der CSU.
Von Mai 2014 bis April 2020 war Simbeck für die SPD Mitglied im Kreistag des Landkreises Pfaffenhofen an der Ilm und war dort insbesondere Mitglied im Jugendhilfeausschuss.

### Privates
Simbeck ist mit der US-Amerikanerin Stephanie Simbeck verheiratet, mit der er zwei Kinder hat. Stephanie Simbeck ist Schauspielerin und Model. Er wohnte bis zum Jahr 2017 in Reichertshausen, nördlich von München; Anfang 2017 zog er mit seiner Familie nach Rohrbach.
Im Jahr 2010 wurde dem Schyren-Gymnasium Pfaffenhofen der Titel Schule ohne Rassismus – Schule mit Courage verliehen, wofür Simbeck die Patenschaft übernahm.
Er war ein Geldgeber des Kinofilmes Erkan & Stefan in Der Tod kommt krass. Da nur wenige Kinogänger diesen Film sehen wollten, konnte Simbeck schließlich seine Verpflichtungen aus Bankkrediten nicht mehr bedienen, weshalb er im Jahr 2010 Privatinsolvenz anmelden musste.

## Filmografie
Kinofilme
- 1999: Erkan & Stefan
- 2002: Erkan & Stefan gegen die Mächte der Finsternis
- 2005: Erkan & Stefan in Der Tod kommt krass

Spielfilme
- 2007: Ich Chef, du nix
- 2010: Die Posthalter Christl
- 2010: Die Trödelqueen
- 2013: Caedes – Die Lichtung des Todes
- 2014: Nur ein Tanz
- 2017: Z-Office
- 2019: Stories of the Dead – Die Farm
- 2021: Frühling – Schmetterlingsnebel
- 2022: Frühling – Alte Gespenster (Staffel 11, Folge 04)

Serien
- 2001: Headnut.tv
- 2002: Klinikum Berlin Mitte – Leben in Bereitschaft
- 2003: Die Rosenheim-Cops – Schwarze Ikonen
- 2005: ProSieben Märchenstunde: Rumpelstilzchen
- 2007–2019: SOKO München (3 Folgen, verschiedene Rollen)
- 2006: Deutschland ist schön – Die Allstar Comedy
- 2007: R. I. S. – Die Sprache der Toten
- 2009: Die Rosenheim-Cops – Urlaubsreise in den Tod
- 2009: Sturm der Liebe
- 2009: Großstadtrevier
- 2009: Ein Haus voller Töchter
- seit 2012: Die Komiker
- 2014: Kommissar Wolpert (Pilot)
- 2015: Hubert und Staller – Ein schmutziges Geschäft

Kurzfilm
- 2001: Kismet
- 2009: Klau's
- 2016: Leben

Synchronsprecher
- 2003: Findet Nemo
- 2003: Clever & Smart
- 2004: Asterix in Amerika (alternative Tonspur)
- 2009: Lucky Fritz

Hörspielsprecher
- 2008: Paddy, der kleine Pirat

Moderation
- seit 2010: Der AXN-Reporter (AXN)
- Juni 2012: C-Cup (Comedy Central)
- 2012: Das Traumhaus-Duell (ZDFneo)
- seit 2012: Comedy Nacht des Grauens (Comedy-Mix-Show am Cabaret des Grauens in Burghausen)
- seit 2014: Comedy Lounge Ingolstadt

TV-Show
- 2023: Forsthaus Rampensau Germany, 4 Folgen